# Fosterovenator
Fosterovenator („Fosterův lovec“, podle paleontologa Johna Russella Fostera) byl masožravý dinosaurus (teropod) ze skupiny Ceratosauria, žijící v období pozdní (svrchní) jury (geologický stupeň kimmeridž až tithon; asi před 155 až 147 miliony let). Žil na území dnešní Severní Ameriky (americký stát Wyoming).

## Historie

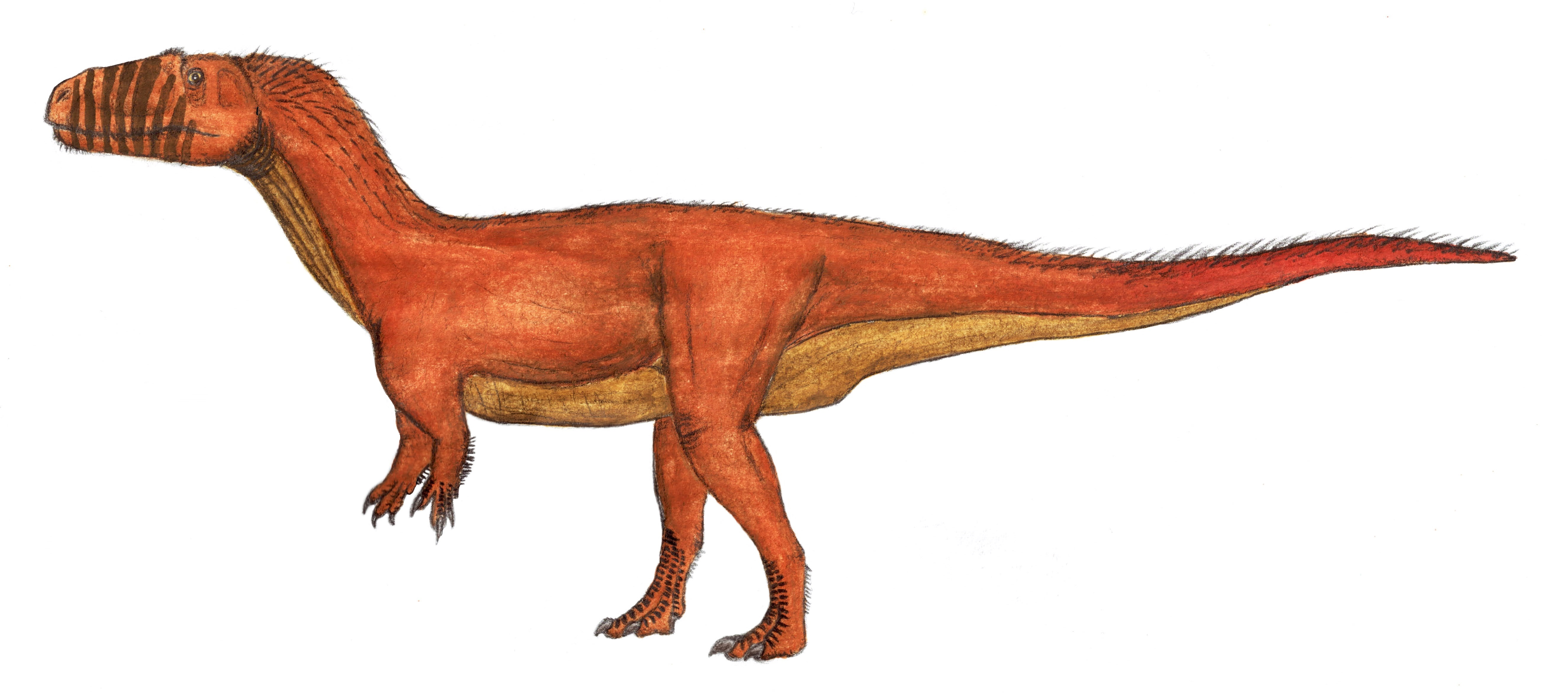
Fosterovenator churei - přibližná rekonstrukce vzezření.

Fosilie tohoto menšího teropoda byly objeveny již v roce 1879 sběratelem fosilií Arthurem Lakesem v lokalitě Como Bluff na území současného Wyomingu. Zkameněliny byly uloženy v sedimentech morrisonského souvrství a pocházejí tedy z období pozdní jury (stáří kolem 150 milionů let). Holotyp nese označení YPM VP 058267A, B a C a jedná se o části kostry dolní končetiny. Paratyp (YPM VP 058267D) má podobu pravé lýtkové kosti o délce 27,5 cm a náležel podstatně většímu jedinci. Celkově se fosilní kosti fosterovenatora podobají například odpovídajícím kostem afrického rodu Elaphrosaurus. Zařazení tohoto teropoda však zůstává značně nejisté. V roce 2014 popsal typový druh Fosterovenator churei paleontolog S. G. Dalman, druhové jméno teropoda je poctou paleontologovi Danielu Chureovi, který se významně zasloužil o výzkum dinosauří fauny v Morrisonském souvrství.

## Rozměry
Fosterovenator byl relativně malým a štíhlým teropodem, jeho délka se dá na základě velikosti dochovaných fosilií odhadnout zhruba na 2,5 metru a hmotnost maximálně na několik desítek kilogramů. Představoval tak nepochybně menšího predátora, lovícího spíše malé obratlovce nebo mláďata jiných dinosaurů. Dominantními predátory jeho ekosystémů byli mnohem větší a mohutnější teropodi rodů Saurophaganax, Allosaurus a Torvosaurus, jejichž hmotnost mohla dosahovat až několika tun.

## Zařazení

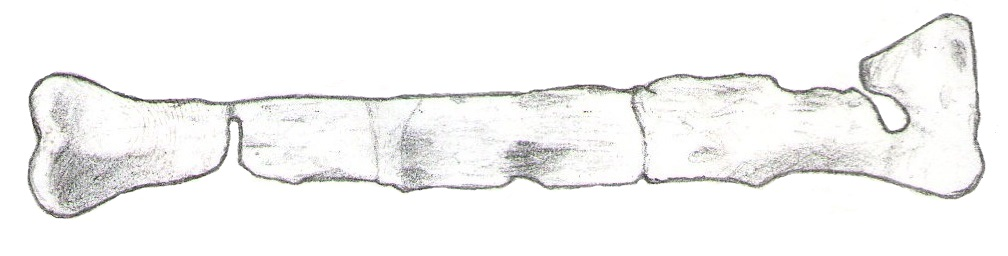
Nákres lýtkové kosti paratypu fosterovenatora.

Fosterovenator byl pravděpodobně teropodem ze skupiny Ceratosauria a jeho vzdáleným příbuzným byl například ve stejné době žijící větší ceratosaurid druhu Ceratosaurus nasicornis. Fosterovenator mohl být vzdáleným příbuzným ceratosaura, mohl ale patřit i do zcela jiné vývojové skupiny ceratosaurů (například mezi štíhleji stavěné noasauridy).